# Giáo đường Do Thái Bytom

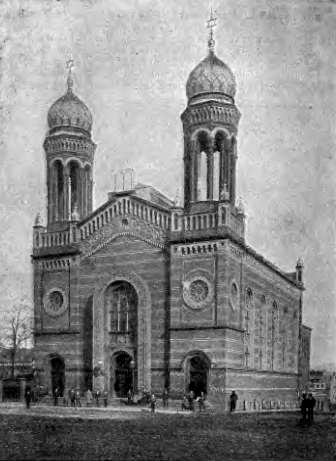
Giáo đường Do Thái Beuthen khoảng 1904

Bytom Synagogue hay Beuthen Synagogue là một giáo đường Do thái ở Beuthen, thuộc tỉnh Silesia của Phổ (ngày nay là Bytom, Ba Lan), một thị trấn biên giới giữa Đức và Cộng hòa Ba Lan trước khi Đức xâm chiếm Ba Lan trong Thế chiến II. Kể từ khi cuộc trưng cầu dân ý năm 1922, biên giới đi qua phía đông Beuthen, do đó, Katowice lân cận đã ở Ba Lan.

## Lịch sử
Giáo đường Do Thái Beuthen được xây dựng vào năm 1869 trên Friedrich-Wilhelm-Ring (nay là Plac Grunwaldzki), thay cho một cái cũ hơn. Nền móng được đặt vào ngày 25 tháng 5 năm 1868, công trình hoàn thành vào ngày 2 tháng 7 năm 1869. Max Kopfstein (1856-1924) từ Bad Ems trở thành giáo sĩ và giáo viên tôn giáo ở đó vào năm 1889. Trưởng Rabbi từ năm 1919, ông đã tham gia vào các cuộc đàm phán của Hiệp ước Versailles với tư cách là một chuyên gia về các vấn đề liên quan đến dân số Do Thái ở Thượng Silesia.
Giáo đường đã bị thiêu rụi bởi quân lính SS và SA của Đức Quốc xã trong cuộc đua Kristallnacht vào ngày 9 tháng 10 năm 1938. Vào ngày 7 tháng 11 năm 1938, Joseph Goebbels đã đưa ra một sắc thái phản diện dữ dội ở Beuthen với lời kêu gọi báo thù người Do Thái. Họ được tạo ra để đứng hàng giờ trước hội đường Moorish đang cháy của họ. Cộng đồng Do Thái Beuthen trở thành phương tiện vận chuyển Holocaust đầu tiên bị nuốt chửng bên trong "Bunker I" tại trại tử thần Auschwitz-Birkenau, tất cả đã bị sát hại vào ngày 15 tháng 2 năm 1942 khi bắt đầu cuộc tàn sát của Đức Quốc xã ở Ba Lan.

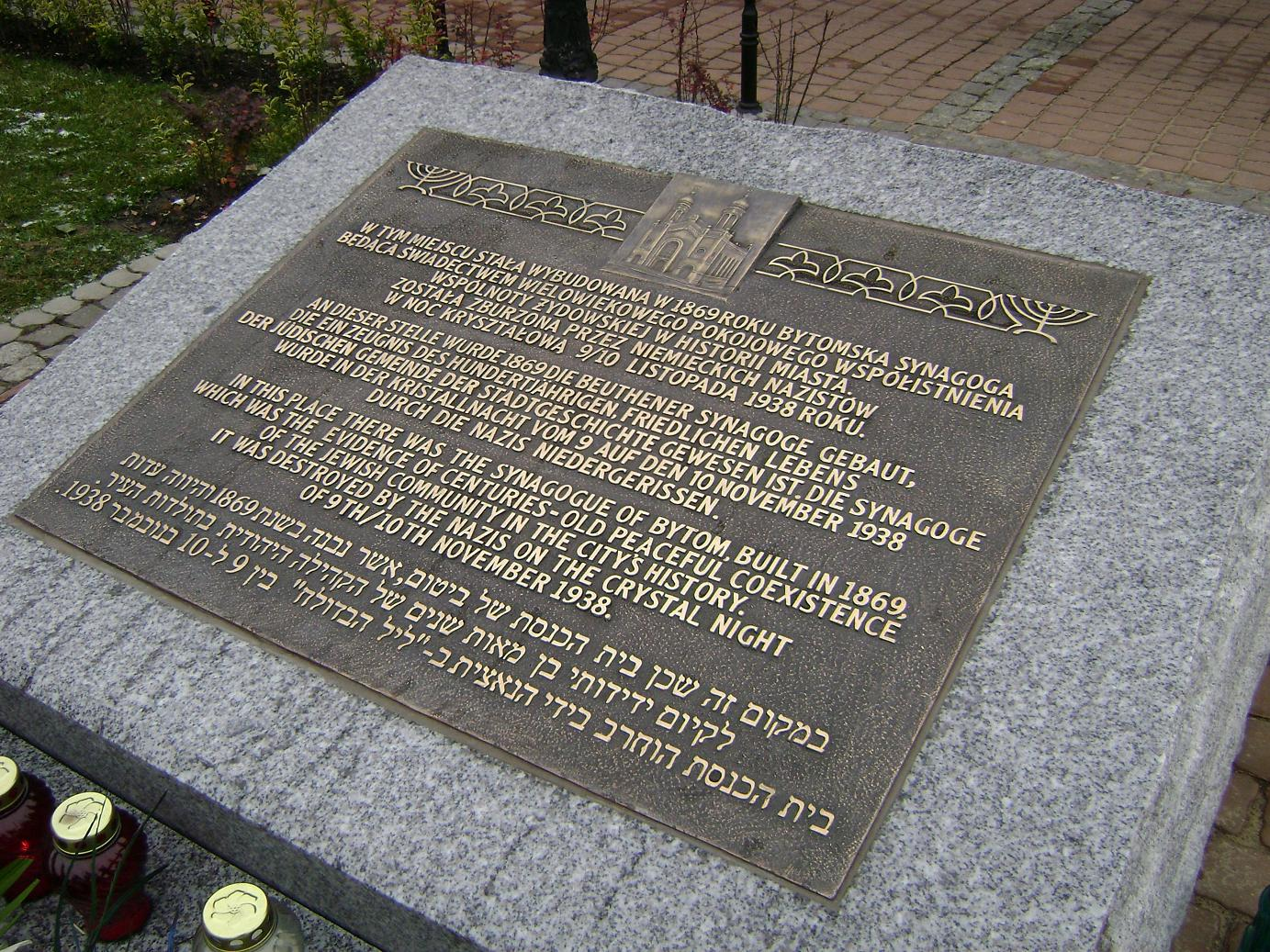
Mảng tưởng niệm với dòng chữ Ba Lan, Đức, Anh và tiếng Do Thái

Một tấm bia tưởng niệm tại đây đã được dựng lên vào ngày 9 tháng 11 năm 2007.